# Daníel Laxdal
Daníel Laxdal (22 settembre 1986) è un ex calciatore islandese, di ruolo difensore.

## Biografia
Anche suo fratello Jóhann è un calciatore, e hanno giocato nella stessa squadra per buona parte della sua carriera.

## Carriera
In carriera ha giocato 20 partite di qualificazione alle coppe europee, di cui 2 per la Champions League e 18 per l'Europa League, tutte con lo Stjarnan.